# Kóstas Tsimíkas
Konstantínos « Kóstas » Tsimíkas (grec moderne : Κωνσταντίνος «Κώστας» Τσιμίκας) né le 12 mai 1996 à Thessalonique en Grèce, est un footballeur international grec qui évolue au poste de latéral gauche au Liverpool FC.

## Biographie

### En club
Il joue son premier match avec l'Olympiakos le 19 décembre 2015, contre l'AEL Kallonis.
Le 28 décembre 2016, il est prêté à l'Esbjerg fB. Le 17 février 2017, il joue son premier match contre SønderjyskE. Il marque également son premier but à cette occasion.
Le 30 juin 2017, Tsimíkas est prêté au club néerlandais du Willem II Tilburg.
Le 10 août 2020, il signe à Liverpool pour un contrat de 5 ans. Il inscrira alors le dernier tir au but lors de la finale de la FA Cup 2022 face à Chelsea, permettant à Liverpool de soulever le trophée.

### En sélection
Avec les moins de 19 ans, il participe au championnat d'Europe des moins de 19 ans en 2015. Lors de cette compétition, il joue quatre matchs. La Grèce s'incline en demi-finale face à la Russie.
Avec les espoirs, Tsimíkas inscrit deux buts en 2018 : tout d'abord contre Saint-Marin, où il officie comme capitaine, puis contre la Tchéquie. Ces rencontres entrent dans le cadre des éliminatoires de l'Euro espoirs 2019.
Le 12 octobre 2018, il joue son premier match avec l'équipe de Grèce, contre la Hongrie. Ce match gagné 1-0 entre dans le cadre de la Ligue des nations de l'UEFA.

## Palmarès

### En club
| Olympiakós (3)                                             | Liverpool (5) |
| ---------------------------------------------------------- | --- |
| - Championnat de Grèce (3) - Champion : 2016, 2017 et 2020 | - Premier League (1) - Champion : 2025 - Coupe de la Ligue (2) - Vainqueur : 2022 et 2024 - Coupe d'Angleterre (1) - Vainqueur : 2022 - Community Shield (1) - Vainqueur : 2022 |

## Statistiques

### Statistiques détaillées
| Saison                | Club                  | Championnat           | Championnat | Championnat | Championnat | Coupe nationale | Coupe nationale | Coupe nationale | Coupe de la Ligue | Coupe de la Ligue | Coupe de la Ligue | Supercoupe | Supercoupe | Supercoupe | Compétition(s) continentale(s) | Compétition(s) continentale(s) | Compétition(s) continentale(s) | Compétition(s) continentale(s) | Supercoupe UEFA | Supercoupe UEFA | Supercoupe UEFA | Coupe du monde des clubs | Coupe du monde des clubs | Coupe du monde des clubs | Total | Total | Total |
| Saison                | Club                  | Division              | M.          | B.          | P.d.        | M.              | B.              | P.d.            | M.                | B.                | P.d.              | M.         | B.         | P.d.       | Comp.                          | M.                             | B.                             | P.d.                           | M.              | B.              | P.d.            | M.                       | B.                       | P.d.                     | M.    | B.    | P.d.  |
| 2015-2016             | Olympiakos            | Superleague Greece    | 3           | 0           | 0           | 6               | 0               | 2               | -                 | -                 | -                 | -          | -          | -          | -                              | -                              | -                              | -                              | -               | -               | -               | -                        | -                        | -                        | 9     | 0     | 2     |
| 2016-2017             | Olympiakos            | Super League          | 1           | 0           | 0           | 2               | 0               | 0               | -                 | -                 | -                 | -          | -          | -          | -                              | -                              | -                              | -                              | -               | -               | -               | -                        | -                        | -                        | 3     | 0     | 0     |
| 2018-2019             | Olympiakos            | Superleague           | 15          | 0           | 1           | 4               | 0               | 0               | 0                 | 0                 | 0                 | 1          | 0          | 0          | C3                             | 5                              | 0                              | 1                              | -               | -               | -               | -                        | -                        | -                        | 25    | 0     | 2     |
| 2019-2020             | Olympiakos            | Superleague           | 20          | 0           | 5           | 3               | 0               | 1               | -                 | -                 | -                 | -          | -          | -          | C1+C3                          | 6+4                            | 0+0                            | 1+0                            | -               | -               | -               | -                        | -                        | -                        | 33    | 0     | 7     |
| Sous-total            | Sous-total            | Sous-total            | 39          | 0           | 6           | 15              | 0               | 3               | -                 | -                 | -                 | -          | -          | -          | -                              | 15                             | 0                              | 2                              | -               | -               | -               | -                        | -                        | -                        | 69    | 0     | 11    |
| 2020-2021             | Liverpool FC          | Premier League        | 2           | 0           | 0           | -               | -               | -               | 1                 | 0                 | 0                 | -          | -          | -          | C1                             | 4                              | 0                              | 0                              | -               | -               | -               | -                        | -                        | -                        | 7     | 0     | 0     |
| 2021-2022             | Liverpool FC          | Premier League        | 13          | 0           | 2           | 5               | 0               | 1               | 3                 | 0                 | 1                 | -          | -          | -          | C1                             | 5                              | 0                              | 2                              | -               | -               | -               | -                        | -                        | -                        | 26    | 0     | 6     |
| 2022-2023             | Liverpool FC          | Premier League        | 20          | 0           | 4           | 1               | 0               | 0               | 1                 | 0                 | 0                 | -          | -          | -          | C1                             | 6                              | 0                              | 2                              | -               | -               | -               | -                        | -                        | -                        | 28    | 0     | 6     |
| 2023-2024             | Liverpool FC          | Premier League        | 13          | 0           | 3           | 2               | 0               | 0               | 4                 | 0                 | 1                 | -          | -          | -          | C3                             | 6                              | 0                              | 0                              | -               | -               | -               | -                        | -                        | -                        | 25    | 0     | 4     |
| 2024-2025             | Liverpool FC          | Premier League        | 18          | 0           | 1           | 2               | 0               | 0               | 3                 | 0                 | 0                 | -          | -          | -          | C1                             | 6                              | 0                              | 1                              | -               | -               | -               | -                        | -                        | -                        | 29    | 0     | 2     |
| Sous-total            | Sous-total            | Sous-total            | 66          | 0           | 10          | 10              | 0               | 1               | 12                | 0                 | 2                 | -          | -          | -          | -                              | 27                             | 0                              | 5                              | -               | -               | -               | -                        | -                        | -                        | 115   | 0     | 18    |
| Total sur la carrière | Total sur la carrière | Total sur la carrière | 95          | 0           | 16          | 25              | 0               | 4               | 12                | 0                 | 2                 | -          | -          | -          | -                              | 42                             | 0                              | 7                              | -               | -               | -               | -                        | -                        | -                        | 174   | 0     | 29    |